# В настроение за любов
„В настроение за любов“ (на кантонски: 花樣年華) е хонконгски драматичен филм от 2000 година на режисьора Уонг Карвай по негов собствен сценарий.

## Сюжет
Действието се развива през 60-те години на 20 век, като основа на сюжета е развитието на любовна връзка между мъж и жена, които са съседи и са женени, но съпрузите им често отсъстват. Главните роли се изпълняват от Тони Леунг и Маги Чонг.

## Награди и номинации
Филмът е номиниран за Златна палма и наградата на БАФТА за най-добър чуждоезичен филм и печели наградата Сезар за най-добър чуждоезичен филм, а Тони Льонг получава наградата за най-добър актьор на Фестивала в Кан.